# Jean-Dominique Mellot
Jean-Dominique Mellot, né le 12 juillet 1960, est conservateur en chef à la Bibliothèque nationale de France, chef du service de l’Inventaire rétrospectif. Il est archiviste paléographe, historien français du livre, de l'édition et des pratiques culturelles aux XVIIe et XVIIIe siècles, docteur en histoire, et a été chargé de conférences à l’École pratique des hautes études à Paris.

## Biographie

### Cursus scolaire
Reçu à l'École nationale des chartes de 1982 à 1985, il y a découvert l’histoire du livre imprimé grâce à l’enseignement d’Henri-Jean Martin et s'est orienté vers ce champ de recherche. Sa thèse d’École porte sur l’histoire de l’édition dans sa région d’origine, la Haute-Normandie. Il termine major de sa promotion.
Il est embauché comme conservateur à la Bibliothèque nationale de France (1985), au moment où le département des Imprimés au service de l’Inventaire venait d’achever le Catalogue général des auteurs et se lançait dans l’informatisation et dans la création des notices d’autorité. 
Parallèlement, il est doctorant et soutient en 1992 sa thèse d'histoire sur le marché des éditions rouennaises (ca. 1600-1730) sous la direction de Henri-Jean Martin.

### Cursus professionnel
À partir de 1999, il est chargé de conférences à l’École pratique des hautes études à l’invitation de Frédéric Barbier, donne des cours à l'Enssib (à partir de 2000), et des conférences dans le cycle Histoire du livre, histoires de livres de la BnF (à partir de 2006).
Il a codirigé le Dictionnaire encyclopédique du livre sur 15 ans (4 vol., 1996-2011) dans le domaine “Histoire du livre”, lancé par les éditions du Cercle de la Librairie à l’initiative de Pascal Fouché. Auteur de plusieurs ouvrages et articles, il est également le rédacteur de la quatrième édition cumulative du Répertoire d’imprimeurs/libraires (vers 1500-vers 1810).
Depuis 2009, il est directeur du service de l’Inventaire rétrospectif de la BnF à la tête d'une équipe d'une quinzaine de personnes.
Il est membre du comité de lecture et de rédaction d’Histoire et civilisation du livre et en a dirigé la première livraison en 2005.

### Champs de recherche
S'inscrivant dans l'historiographie du livre, ses travaux de recherche portent sur l’histoire sociale et institutionnelle des métiers du livre, la « police du livre » aux XVIIe-XVIIIe siècles, les pratiques de la librairie d’Ancien Régime, le colportage et « libraires forains » des XVIIe et XVIIIe siècles, le régime des permissions et privilèges et « l’état civil du livre ». Mais aussi les métiers du livre et l’édition en Normandie du XVIe au XIXe siècle, l’édition française au XIXe siècle, et l’histoire religieuse des XVIIe-XVIIIe siècles.

## Travaux scientifiques (liste partielle)
- Jean-Dominique Mellot, Histoire du Carmel de Pontoise, tome I (1605-1792), Desclée de Brouwer, 1994
- Jean-Dominique Mellot, L’édition rouennaise et ses marchés : vers 1600-vers 1730 : dynamisme provincial et centralisme parisien, Paris, École des Chartes, 1998, 816 p.
- Jean-Dominique Mellot et Elisabeth Queval, avec la collaboration de Antoine Monaque, Répertoire d’imprimeurs/libraires (vers 1500-vers 1810), Service de l'Inventaire rétrospectif des fonds imprimés de la Bibliothèque nationale de France, Paris, Bibliothèque nationale de France, 2004, 668 p. (BNF 39179630) (présentation sur BnF éditions)
- Jean-Dominique Mellot, Antoinette Guise, Frédéric Gugelot, Histoire du Carmel de Pontoise, tome II (1792-1960), Desclée de Brouwer, 2005
- Jean-Dominique Mellot, « Qu’est-ce qu’un livre ? Qu’est-ce que l’histoire du livre ? Points de départ et perspectives », Histoire et civilisation du livre, 2006, vol. 2 : Lyon et les livres.
- Marie-Claude Felton, Jean-Dominique Mellot, Élisabeth Queval, La police des métiers du livre à Paris au siècle des Lumières. « Historique des libraires et imprimeurs de Paris existants en 1752 » de l’inspecteur Joseph d’Hémery, édition critique, Paris, Bibliothèque nationale de France, 2017, 560 p.  (ISBN 978-2-7177-2736-4)
- Jean-Dominique Mellot, « « Pertes et profils » : éditions « bleues » rouennaises du XVIIIe siècle et collections conservées », Annales de Normandie, vol. 71, n°2, 2021, pp. 31-58, (en ligne)
- Jean-Dominique Mellot et Jean-Charles Geslot, « Éditeurs et édition au XIXe siècle : un nouveau souffle historiographique ? », Histoire et civilisation du livre, n°18, déc. 2022, p.7‑13.
- Jean-Dominique Mellot, « La contrefaçon provinciale du livre imprimé ou la dialectique du faux et de l’utile », dans Faux et usage de faux, édité par Philippe Blaudeau et Véronique Sarrazin, Presses universitaires de Rennes, 2023, (en ligne)